# Calceolaria bartsiifolia
Calceolaria bartsiifolia är en toffelblomsväxtart som beskrevs av Hugh Algernon Weddell. Calceolaria bartsiifolia ingår i släktet toffelblommor, och familjen toffelblomsväxter. Inga underarter finns listade i Catalogue of Life.